# Comarca do Porto Este
A comarca do Porto Este é uma comarca integrada na divisão judiciária de Portugal. Tem sede em Penafiel.
A comarca abrange uma área de 1 330 km² e tem como população residente 451 147 habitantes (2011).
Integram a comarca do Porto Este os seguintes municípios:
- Penafiel
- Amarante
- Baião
- Felgueiras
- Lousada
- Marco de Canaveses
- Paços de Ferreira
- Paredes

A comarca do Porto Este integra a área de jurisdição do Tribunal da Relação do Porto.